# Caponina sargi
Caponina sargi är en spindelart som beskrevs av F. O. Pickard-Cambridge 1899. Caponina sargi ingår i släktet Caponina och familjen Caponiidae. Inga underarter finns listade.